# François du Souhait
François du Souhait (finals del segle xvi — principis del segle xvii) fou un autor en llengua francesa (traductor, novel·lista, poeta, satíric, filòsof moral) del Ducat de Lorena, autor de set novel·les, una col·lecció d'històries curtes (per les quals és més conegut avui dia), una col·lecció de poemes, una pastoral, una tragèdia en 5 actes, una traducció en prosa de la Ilíada, i diverses obres de filosofia moral i didàctica.